# Comitatul Hajdú
Comitatul Hajdú, cunoscut și ca Varmeghia Hajdú sau Hajdúság (în maghiară Hajdú vármegye, în germană Komitat Haiduck sau Heiduckenkomitat), a fost o unitate administrativă a Regatului Ungariei și a Republicii Ungare în perioada 1876-1950. În prezent, majoritatea teritoriului fostului comitat face parte din județul Hajdú-Bihar (aflat în estul Ungariei). Capitala comitatului a fost orașul Debrețin (în maghiară Debrecen, în germană Debreczin).

## Geografie
Comitatul Hajdú se învecina la vest cu comitatele Jász-Nagykun-Szolnok, Heves și Borsod, la nord și est cu Comitatul Szabolcs și la sud cu comitatele Bihor (Bihar) și Bichiș (Békés). Râul Tisa (Tisza) intersecta limita sa vestică.  Pusta Hortobágy se afla pe teritoriul comitatului. Suprafața comitatului în 1910 era de 3.343 km², incluzând suprafețele de apă.

## Istorie
Regiunea Hajdúság a avut un statut special în Regatul Ungariei, dar comitatul Hajdú a fost constituit abia în anul 1876, odată cu reorganizarea administrativă a Ungariei. El a fost constituit prin unirea districtului Hajdúság cu părți ale comitatelor Bihor (Bihar) și Szabolcs.
În anul 1950, după cel de-al doilea război mondial, comitatul Hajdú a fost unit cu partea ungurească a fostului comitat antebelic Bihor (Bihar) și cu unele părți mici din fostul comitat Szabolcs, fiind format județul Hajdú-Bihar, cu capitala la Debrețin (Debrecen).

## Demografie
În 1910, populația comitatului era de 253.863 locuitori, dintre care: 
- Maghiari -- 251.918 (99,23%)
- Germani -- 1.044 (0,41%)
- Români -- 376 (0,14%)

## Subdiviziuni
La începutul secolului 20, subdiviziunile comitatului Hajdú erau următoarele:
| Districte (járás)                            | Districte (járás)   |
| District                                     | Capitală            |
| -------------------------------------------- | ------------------- |
| Hajdúböszörmény                              | Hajdúböszörmény     |
| Hajdúszoboszló                               | Hajdúszoboszló      |
| Központ                                      | Debrecen (Debrețin) |
| Comitate urbane (törvényhatósági jogú város) |                     |
| Debrecen (Debrețin)                          |                     |
| Districte urbane (rendezett tanácsú város)   |                     |
| Hajdúböszörmény                              |                     |
| Hajdúszoboszló                               |                     |
| Hajdúnánás                                   |                     |